# Gene Ontology
De Gene Ontology of GO is een belangrijke ontologie binnen de bio-informatica. Het doel ervan is om de weergave van de eigenschappen van genen en de genproducten te standaardiseren, onafhankelijk van de soort waaruit ze komen.
Het doel van het GO-project bestaat uit drie delen:
- onderhouden en ontwikkelen van een vocabularium voor eigenschappen van genen en hun producten;
- annoteren van genen en genproducten en het samenbrengen en verspreiden van annotatiegegevens;
- het toegankelijk maken van alle aspecten van de gegevens die worden verschaft door het project.

GO maakt deel uit van een groter classificatieproject, de Open Biomedical Ontologies (OBO).

## Geschiedenis
De GO werd in 1998 opgericht door een consortium van onderzoekers die drie modelorganismen — de bananenvlieg (Drosophila melanogaster), de huismuis (Mus musculus) en het gewone biergist (Saccharomyces cerevisiae) — bestuderen. Later werden hier veel andere databanken aan toegevoegd. Hierdoor werden niet alleen de annotatiegegevens uitgebreider, maar ook de ontologieën en de bijhorende software werden hierdoor beter. Intussen is het een van de standaarden binnen de bio-informatica.

## GO-termen en de ontologie
Het GO-project levert een ontologie bestaande uit gedefinieerde termen die eigenschappen van genproducten beschrijven. De ontologie omvat 3 domeinen:
- cellulaire componenten: de delen van een cel of de extracellulaire omgeving;
- moleculaire functie: de elementaire activiteiten van een genproduct op moleculaire schaal, zoals binding of enzymatische katalyse;
- biologische processen: activiteiten of een verzameling van moleculaire gebeurtenissen met een bepaald begin en einde die belangrijk zijn voor het functioneren van levende systemen: cellen, weefsel, organen en organismen.

Elke GO-term binnen de ontologie heeft een aantal eigenschappen:
- een naam (name) bestaande uit één of meerdere woorden;
- een unieke, alfanumerieke waarde om de eigenschap mee te identificeren (id);
- een definitie (def) met wetenschappelijke bronnen;
- een naamruimte (namespace) om mee aan te duiden tot welk domein de term behoort.

Termen kunnen ook synoniemen (synonym) bevatten. Deze synoniemen kunnen zowel exact hetzelfde betekenen als de term of ze kunnen een uitgebreider of beperkter zijn dan deze term of er op een andere manier mee gerelateerd zijn. Verder kunnen ze ook referenties (xref) bevatten naar equivalente concepten in andere andere databanken. Ze kunnen ook nog commentaar over de term of zijn gebruik bevatten.
De GO-ontologie heeft de structuur van een directe, acyclische graaf. Elke term heeft bepaalde relaties (is_a) met één of meer andere termen in hetzelfde domein of soms in andere domeinen. Het GO-vocabularium is zo ontworpen dat het voor elk soort organisme gebruikt kan worden: er zijn termen voor zowel prokaryoten als eukaryoten.
De ontologie is niet statisch: aanvullingen, veranderingen en verbeteringen kunnen voorgesteld worden door onderzoekers van het GO of van andere betrokken partijen. Voorgestelde aanpassingen worden dan beoordeeld en eventueel geïmplementeerd door de redactie van de ontologie.
Een GO-bestand is vrij te verkrijgen van de GO-website in een aantal bestandsindelingen. Het is ook online te raadplegen met behulp van de GO browser AmiGO. Het project beschikt ook over links van de termen in andere classificaties die te downloaden zijn.

### Voorbeeld van een GO-term
```
id:         GO:0000016
name:       lactase activity
namespace:  molecular_function
def:        "Catalysis of the reaction: lactose + H
2
O = D-glucose + D-galactose." [EC:3.2.1.108]
synonym:    "lactase-phlorizin hydrolase activity" BROAD [EC:3.2.1.108]
synonym:    "lactose galactohydrolase activity" EXACT [EC:3.2.1.108]
xref:       EC:3.2.1.108
xref:       MetaCyc:LACTASE-RXN
xref:       Reactome:20536
is_a:       GO:0004553 ! hydrolase activity, hydrolyzing O-glycosyl compounds
```

Bron:.

## GO-annotatie
Genoomannotatie is het verzamelen van gegevens rond een bepaald genproduct. GO-annotaties gebruiken termen van de Gene Ontology om dit te verwezenlijken. Leden van het GO Consortium sturen hun annotatie voor integratie en verspreiding in op de GO-website waar ze gedownload kunnen worden of online weergegeven kunnen worden met AmiGO.
Naast een identificatiewaarde van het genproduct en de relevante GO-term bevatten GO-annotaties ook de volgende (meta)data:
- een referentie (reference), bv. een artikel, waarin de annotatie gemaakt is;
- een evidence code, een beschrijving van het bewijs waarop de annotatie is gebaseerd;
- de datum en de maker van de annotatie.

De evidence code is afkomstig van de Evidence Code Ontology, een vocabularium met codes voor annotatiemethoden, zowel manuele als automatische. Traceable Author Statement (TAS) betekent bijvoorbeeld dat de beheerder een wetenschappelijk artikel heeft gelezen waarbij de metadata voor de annotatie een citaat naar het artikel bevat; Inferred from Sequence Similarity (ISS) betekent dat een menselijke beheerder de uitvoer van een sequentievergelijk (zoals BLAST) heeft bekeken en dat hij heeft geoordeeld dat de uitvoer biologische betekenis heeft. Annotaties uit automatische processen (zoals annotaties die zijn overgenomen uit andere annotatievocabularia en door een functie zijn geïntegreerd in het GO-vocabulairum) krijgen de code Inferred from Electronic Annotation (IEA). Deze annotaties zijn niet gecontroleerd door een mens waardoor het GO Consortium de informatie als minder betrouwbaar beschouwt. Deze informatie is ook niet opgenomen in AmiGO.

### Voorbeeld van een GO-annotatie
```
Gene product:    Actin, alpha cardiac muscle 1, 
UniProtKB:P68032

GO term:         
heart contraction ; GO:0060047
 (biological process)
Evidence code:   Inferred from Mutant Phenotype (IMP)
Reference:       
PMID
 
17611253

Assigned by:     UniProtKB, June 06, 2008
```

Bron:.

## GO-tools
Er zijn veel mogelijkheden, software en online, beschikbaar om de gegevens in het GO-project te gebruiken. De meeste hiervan komen van derden, maar ook het GO Consortium ontwikkelde twee instrumenten: AmiGO en OBO-Edit.
- AmiGO is een toepassing - beschikbaar over het internet of met installeerbare software - dat het mogelijk maakt om ontologieën en annotatiegegevens te raadplegen, te doorzoeken en te visualiseren. Daarnaast kunnen er ook een BLAST-opzoekingen en analyses op grotere datasets mee gebeuren. Ook kan de GO-database er met een SQL-interface mee geraadpleegd worden.

- Met OBO-Edit, ontwikkeld door het GO Consortium, kunnen ontologieën bewerkt worden. Het is geschreven in Java, is open source en gebruikt grafen om ontologieën te tonen en bewerken. Het programma legt ook logische verbanden die niet expliciet, maar wel impliciet aanwezig zijn.

## Het GO Consortium
Het GO Consortium is een verzameling van biologische databanken en onderzoeksgroepen die actief betrokken zijn in het GO-project. Hierbij zitten een aantal databanken rond modelorganismen, eiwitdatabanken, groepen van softwareontwikkelaars en een redactie.